# 毛里西奧·馬克里
毛里西奧·馬克里（西班牙語：Mauricio Macri，西班牙語發音：[mawˈɾisjo ˈmakɾi] ⓘ；1959年2月8日—），阿根廷政治人物，2015年至2019年期間曾任阿根廷總統。馬克里是自1916年以来阿根廷首位由民主選舉產生，既不屬於反對庇隆主義的激進公民聯盟、也不属于庇隆主義政黨正義黨的總统，他也是阿根廷有史以来第一位通过赢得兩輪投票制而當選的總統（第二輪總統選舉制度于1994年被引入法律） 。在此之前，他于2007年至2015年担任布宜諾斯艾利斯市政府首长，并于2005年至2007年担任阿根廷下議院布宜诺斯艾利斯市代表。马克里的中心政纲是带领阿根廷重返国际舞台，並終結貿易保護主義和過去擁護庇隆主義的正義黨左派政府過度干預市場經濟導致阿根廷經濟停滯的情況。
马克里生于布宜诺斯艾利斯省的坦迪尔市，其父 Francesco Macri 是意大利裔工业和建筑业商人。马克里成长于上层阶级家庭，于阿根廷天主教大学完成学业，取得土木工程师学士学位。他也曾就读于纽约市哥伦比亚大学商学院。1995年，马克里成为阿根廷最著名的两支足球队之一——博卡青年队的主席。2005年，他创立了政治上中间偏右的政党共和国方案（西班牙语：Propuesta Republicana, 缩写 PRO）。
马克里在2011年总统选举中被视为可能的参选人之一，後來他选择竞选连任布宜诺斯艾利斯市市长。在首轮选举中，他获得47%的选票，并赢得之后的第二轮选举成功连任。2015年11月22日，他在阿根廷史上首次第二轮总统选举中获得51.34%的选票，战胜于10月25日首轮总统选举中同他打成平手的正義黨候选人丹尼尔·肖利，当选总统。马克里于2015年12月10日在阿根廷国会宣誓就职。2016年，马克里被時代雜誌选为时代百大人物和拉丁美洲最有权力的总统。2019年10月27日，因為馬克里在任四年期間無法有效解決國內经济衰退、通货膨胀、工资購買力下降、大量中小企业倒闭等問題，故於總統選舉首輪投票中即以40.4%的得票率敗給獲得超過48%選票、擁護庇隆主義的正義黨籍競選對手阿爾韋托·費爾南德斯，依法毋須進入第二輪投票，馬克里連任爭取之路遂告失敗。他也成为阿根廷第一位连任失败的在任总统。

## 生平
马克里生于阿根廷布宜诺斯艾利斯省的坦迪尔市。其父为意大利出生的阿根廷工业人士Francisco Macri，母亲为 Alicia Blanco Villegas。马克里出生后不久，马克里家族搬到了布宜诺斯艾利斯市，坦迪尔的房产则被用作度假别墅。马克里父亲和马克里的舅父 Jorge Blanco Villegas 影响马克里成为商人。Francisco Macri 希望马克里能继承并领导他的公司，但马克里却喜欢和其舅父呆在一起，令马克里父亲不满。马克里高中就读于布宜诺斯艾利斯市的 Colegio Cardenal Newman，并在阿根廷天主教大学（UCA）获得土木工程师学士学位。在此期间马克里对新自由主義经济学产生兴趣，并加入了现已不存在的政党民主中间联盟（Union of the Democratic Centre）和一个由前经济部部长 Álvaro Alsogaray 建立的智库。1985年，他短暂就读于哥伦比亚大学商学院，宾夕法尼亚大学沃顿商学院，和阿根廷宏观经济研究中心大学。
马克里的职业生涯开始于 SIDECO Americana，一个隶属于马克里父亲 Socma Group 控股公司旗下的建筑企业。马克里在该公司担任了三年的初级分析师后，成为了高级分析师。1984年，他在布宜诺斯艾利斯市花旗银行阿根廷分行的信贷部门工作。同年，马克里加入 Socma Group 并担任总经理。1992年，他成为 Sevel Argentina 副主席（Socma Group 旗下公司，在阿根廷授权生产菲亚特和標緻汽车），并于两年后成为主席。
1991年，马克里被阿根廷联邦警察的数名警员绑架了12天，其间他被关押在一间化學廁所中，天花板上有一个小洞用于递送食物。在他的家族据称支付了数百万美金的绑票之后，马克里获释。马克里称此事件使他选择从政。
马克里的首任妻子是赛车手 Juan Manuel Bordeu 的女儿 Ivonne Bordeu。他们有三个子女：Agustina，Jimena，和 Francisco。在他们离婚后，马克里于1994年娶了模特 Isabel Menditeguy。马克里父亲要求他们签订婚前協議書。尽管他们的婚姻在马克里成为博卡青年主席后遭遇危机，他们直到2005年才办理离婚。马克里之后同 María Laura Groba 产生恋情，但并未结婚。2010年，双方分手，马克里同女商人胡莉安娜·阿瓦達相恋，两人同年结婚。在婚礼上，马克里为模仿歌手弗雷迪·默丘里的形象戴上了假胡子，但马克里不慎吞下了假胡子，在婚礼现场的卫生部部长 Jorge Lemus 给马克里做了急救，挽救了他的生命。

## 博卡青年队
1991年，马克里有意成为博卡青年队的主席，但马克里的父亲Franco要求他继续在Sevel工作。他试图买下阿根廷足球俱乐部Deportivo Español，但没能得到俱乐部董事会的支持。马克里支持博卡青年队，他支付教练César Luis Menotti的薪水，并为球队购买球员（包括 Rubén Perazzo）。Franco虽然对其子马克里的前途并不看好，但最终允许马克里运营博卡青年队，为此他派助手 Orlando Salvestrini 同马克里一道工作，一方面协助马克里，另一方面监视他的活动。马克里则同博卡青年队前主席 Antonio Alegre 和 Carlos Heller 见面，并邀请他们同他一起工作。两人都拒绝了马克里。马克里转而寻求博卡青年队内其他派系的支持，并最终赢得队内的主席选举。
马克里起初的几年不算成功：博卡青年队的战绩不佳，运动员经常抱怨工资和奖金，马克里则三次改换主教练。唯一的改善是部分重建了博卡青年队的主体育场。马克里让博卡青年队在股市运作，以获取资金购买新运动员。马克里的第一个主教练是 Carlos Salvador Bilardo，他引入了14名新球员，取得阿根廷足球联赛第十名。他的第二名教练  Héctor Veira 同样战绩不佳。新教练 Carlos Bianchi 帮助胡安·罗曼·里克尔梅改善比赛表现，并让馬田·巴勒莫和古拉莫·巴路士·舒洛圖充当前锋。此后博卡青年队赢得了两个联赛冠军，并开始了40场不败的记录。

## 政治生涯
马克里于2003年步入政坛，创立中间偏右的政党变革承诺（西语：Compromiso para el Cambio）。该政党目标是成为新政客登场的舞台，因为阿根廷主要党派在2001年12月阿根廷骚乱期间声誉尽失。同年，马克里竞选布宜诺斯艾利斯市长。尽管在第一轮投票中他以37%的选票胜出，但在第二轮投票中他败给了赢得46%选票的正義党Aníbal Ibarra。2005年马克里的政党同由前经济部长 里卡多·洛佩斯·墨菲 创立的再现增长（西语 Recrear para el Crecimiento, 简写为 Recrear）政党合并，新政党名为共和国方案（PRO）。同年，马克里以33.9%的选票进入阿根廷众议院成为国民代表。他的竞选活动由 Jaime Durán Barba 管理。根据2007年的一份报道，马克里在321次众议院投票中，只参与了44次。马克里辩解称这是因为他对众议院失去了信心，因为总统提交的法案都不用进行公开辩论或修改。2006年，Ibrra 因为 2004年 Cromañón Republic 夜总会火灾事件被罢免，他剩余的市长任期由副市府总长 Jorge Telerman 完成。
2006年，马克里交替履行他作为国民代表的政治活动，和他在博卡青年队的主席职务。在2007年阿根廷全国选举前，他和时任内乌肯省省长乔治·索比奇 讨论合作参选总统的事宜。这破坏了马克里之前与 Ricardo López Murphy 的合作关系，因为后者也有意参选总统，并批评 Sobisch 腐败。同年晚些时候，Sobisch 的形象因为教师 Carlos Fuentealba 在内乌肯省一场工会游行中被杀的事件而大受打击。马克里立刻同Sobisch切割，并在当年大选中保持中立。最终庇隆主义胜利阵线党的克里斯蒂娜·费尔南德斯·德基什内尔的赢得选举。
2007年2月马克里宣布他将和Gabriela Michetti 代表共和国方案党竞选连任布宜诺斯艾利斯市长。在2007年6月2日进行的首轮选举中，他获得45.6%的选票，展示了执政党支持的候选人 Daniel Filmus，后者获得23.8%的选票。市长在任的 Jorge Telerman 在选举结果中排名第三。在2007年6月24日进行的第二轮选举中，马克里取得60.96%的选票，战胜 Filmus。
在2009年阿根廷中期选举，马克里与Francisco de Narváez 和 Felipe Solá 组成竞选联盟。竞选联盟在选举中获得了成功。De Narvaez 在布宜诺斯艾利斯省击败 Kirchner，Gabriela Michetti （马克里派出的候选人）则赢得了布宜诺斯艾利斯市的选举，为马克里2011年竞选总统做好了准备。但在2011年的总统选举中，时任阿根廷总统克里斯蒂娜·基什内尔寻求并成功获得连任。一年前其丈夫，前阿根廷总统内斯托尔·基什内尔之死和之后举行的国葬帮助克里斯蒂娜·基什内尔获得了良好的公众形象。马克里则选择寻求市长连任。在2011年7月10日进行的首轮选举中，他以47.08%的选票击败 Filmus 27.78%的选票，以及另一位参选人 Fernando Solanas。在7月31日举行的第二轮选举中，他以64.24%的选票成功连任。

## 布宜諾斯艾利斯市長

### 公共交通

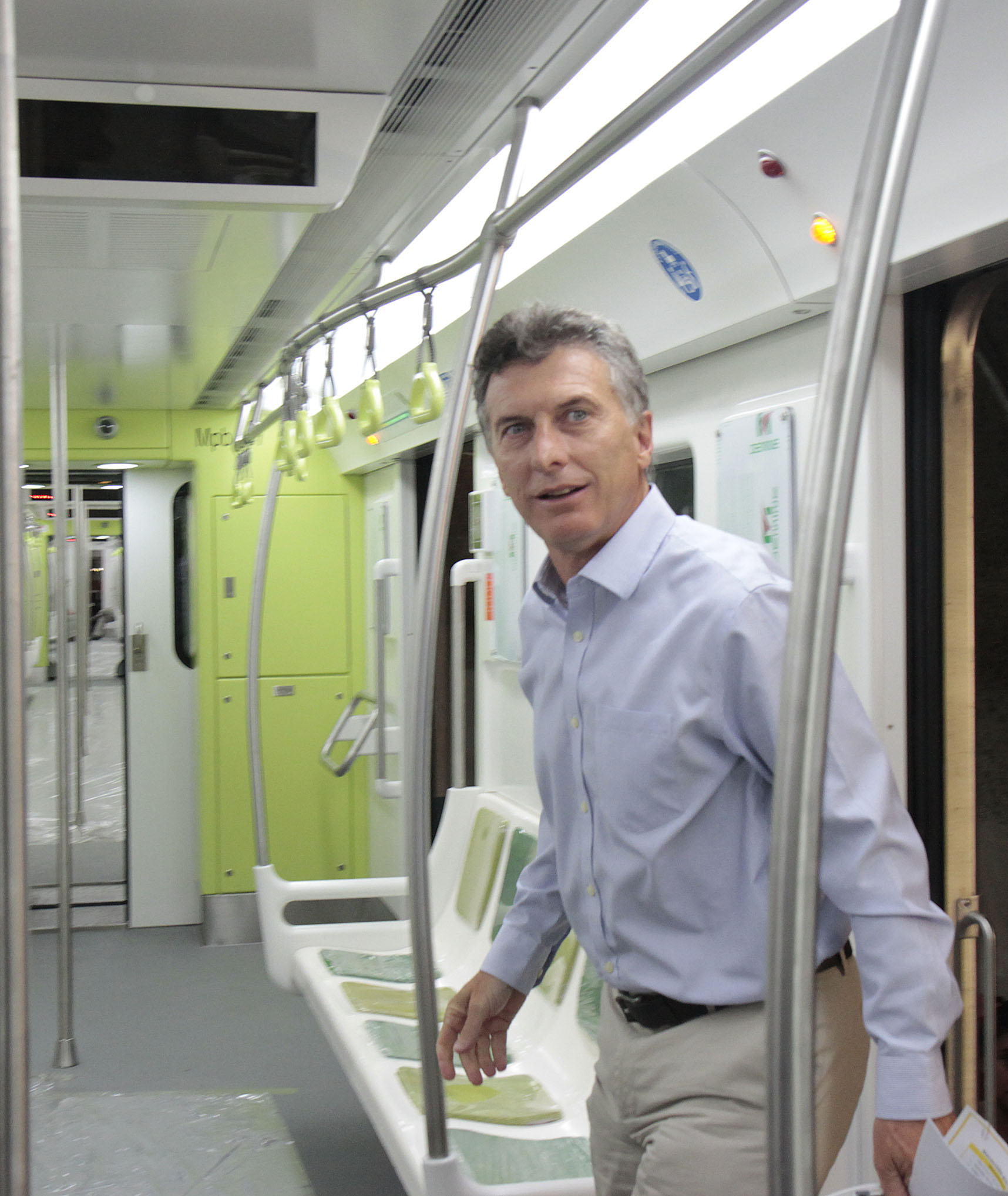
马克里参观布宜诺斯艾利斯地铁A线新车车厢

马克里市府试图改善布宜诺斯艾利斯市的公共交通以减少市内车流。马克里市政府的一项重要项目是 Metrobus，覆盖布宜诺斯艾利斯市主要街道的公車捷運系統。在马克里市长任期结束时，该系统全长达到 50.5 公里，有5条线路，113个站点。
在其他街道上，市政府兴建自行车道以鼓励自行车出行。同时，市政府创立了 EcoBici 公共自行车系统。在马克里市长任期内，全市共兴建了155公里的自行车道和49个公共自行车停靠站点（计划兴建共200个）。
市政府建设了数条隧道以取代原有的铁路道口，改善了铁路和道路交通。马克里市政府重点关注两大铁路基础建设项目：建设通往市中心的高架桥以延伸既有的 Belgrano Sur 铁路线，并高架化 San Martín 铁路线以消灭铁路道口。马克里倡议建设区域快速路网络（西语：Red de Expresos Regionales），用隧道连结市内的数个主要火车站。区域快速路网络的建设将在 Horacio Rodríguez Larreta 任内展开。
原本由国家政府负责维护的布宜诺斯艾利斯地铁是马克里和基什内尔总统一场长达一年的纠纷的焦点。国家政府试图将地铁的所有权转移给布宜诺斯艾利斯市。马克里支持所有权的转移，但质疑转移的时长和预算。马克里宣布布宜诺斯艾利斯市将于2012年11月13日接管地铁系统。布宜諾斯艾利斯地鐵A線当时仍然在使用已经运营了几乎一个世纪之久的地铁车厢。A线从国家政府接收了一批新车厢。H线也接收了新车厢。尽管技术上更领先，但从马德里地铁购买的二手车厢被舆论批评与既有地铁系统不兼容，且其成本比布宜诺斯艾利斯市通勤铁路系统接收的新火车还要高。

### 都会警察

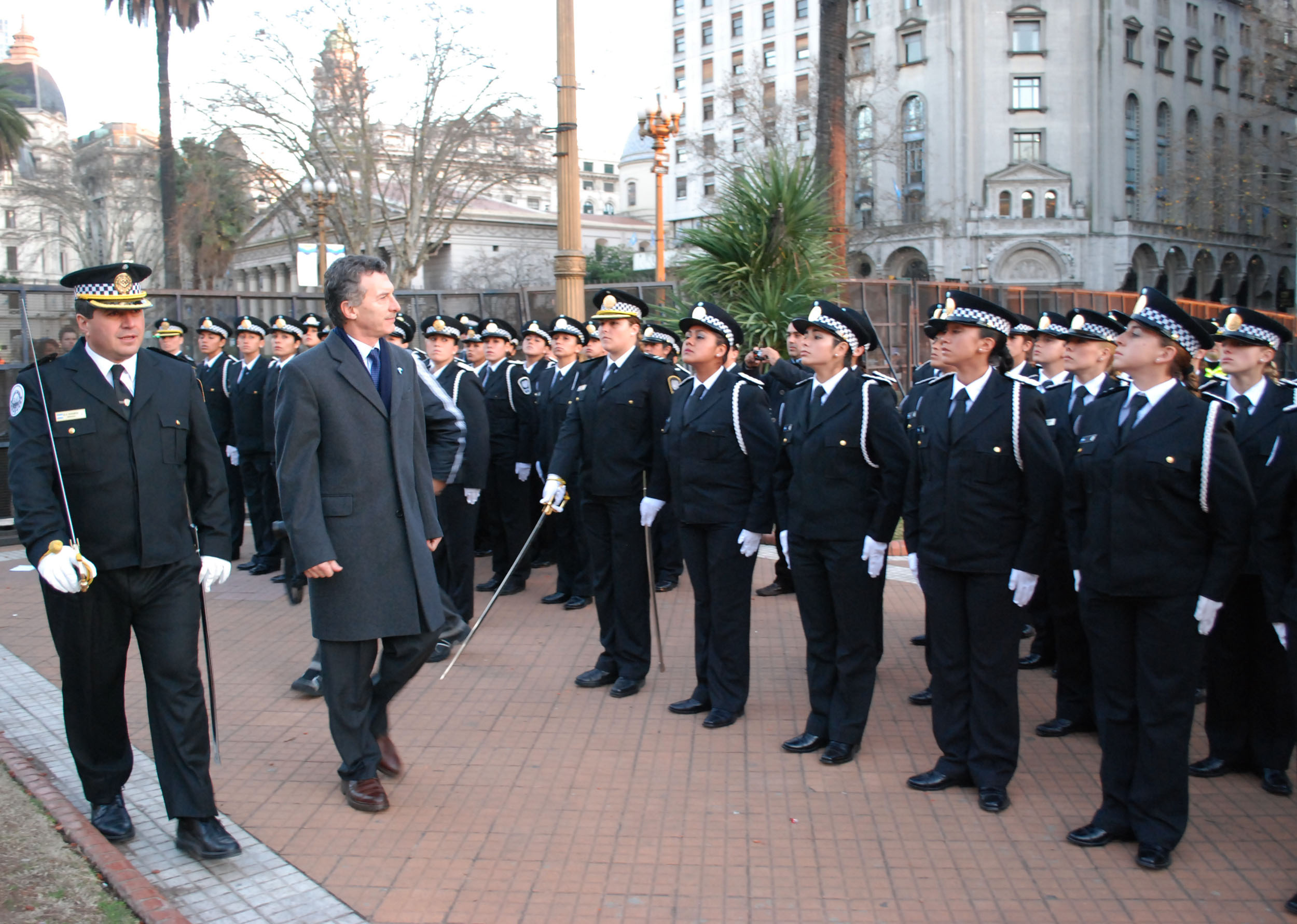
马克里检阅布宜诺斯艾利斯都会警察的年轻警员

马克里就任之时，布宜诺斯艾利斯市内的警察主要是阿根廷联邦警察。布宜诺斯艾利斯市原本为拥有有限自治权的联邦行政区，在1994年阿根廷宪法修订后成为自治市。联邦警察在国家政府的管辖下，仍然管理着布宜诺斯艾利斯市的城市治安。马克里就任时，布宜诺斯艾利斯市内的治安是否应该交接到一支属于地方的警察力量仍然存在争议。
马克里先前同基什内尔总统关于治安交接的谈判以失败告终。作为替代方案，2008年，马克里提出建立一支布宜诺斯艾利斯都会警察与联邦警察共同管理城市治安。该法案获得共和国方案党和基什内尔派系的支持，但被公民联盟党和 Aníbal Ibarra 派系反对。公民联盟党的 Elisa Carrió 认为马克里已经放弃把城市治安交接给地方警察，Ibarra 则称两支警队的职责会重复。都会警察创立时只有将近1000名警员，相比之下联邦警察在布宜诺斯艾利斯市驻有17000名警员。因此都会警察在过渡期间只在小范围内工作，较为复杂的任务仍然由联邦警察执行。
Jorge Alberto Palacios 是都会警察首任警察局长。Palacios 曾经参与营救马克里的行动，但在内斯托尔·基什内尔任内，他因为涉嫌 Alex Blumberg 的谋杀案而被革职（他后来被宣判无罪）。但他的任命仍然充满争议。Palacios 之前因为隐藏1994年犹太人文化中心爆炸事件的证据而被调查。他不久之后主动辞职 。城市治安的交接已经在马克里的继任者，市长 Horacio Rodríguez Larreta 任内完成。

### 同性婚姻

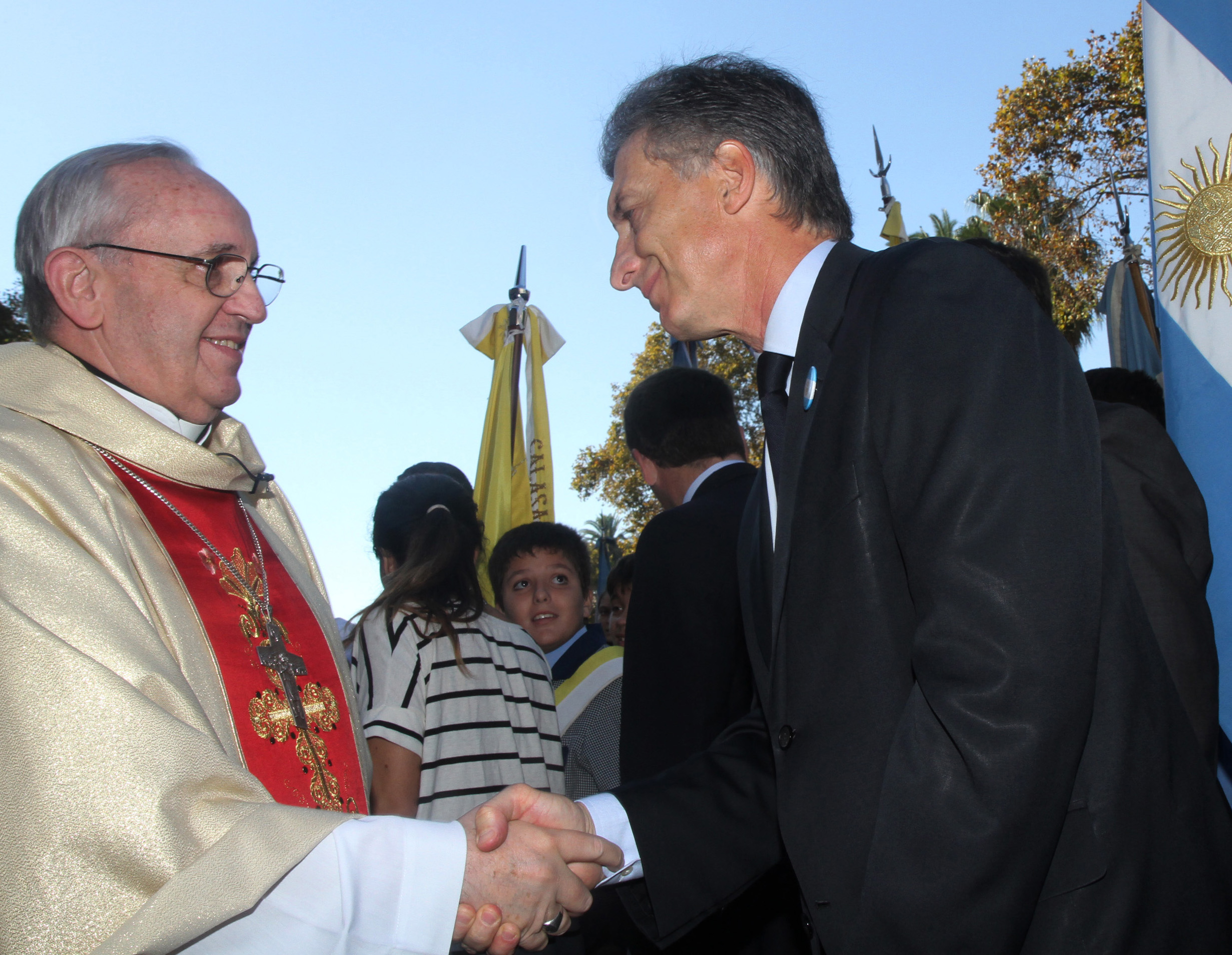
马克里同大主教方濟各 (后成为教皇) 握手

男同性恋情侣José María Di Bello和Alex Freyre在布宜诺斯艾利斯市被禁止登记结婚。Di Bello 和 Freyre声称民法 172 条和 188 条 （限制婚姻只能在性别不同的两人之间）违宪，法官 Gabriela Seijas 判决两人胜诉，Di Bello 和 Freyre 得以于2009年成婚。这是拉丁美洲首例同性婚姻。马克里没有提出上诉，而是说同性婚姻被普遍接受，且个人享有追求幸福的权力。他将同性婚姻同1980年代阿根廷立法允许离婚做比较：起初备受争议，但最终被接受。允许同性结婚的联邦法律于次年被阿根廷國會通过，並獲阿根廷總統克里斯蒂娜·基什内尔支持。
马克里拒绝就同性婚姻问题上诉並支持同性婚姻，影响了他和大主教喬治·馬里奥·伯格里奧（现成为教宗方濟各）的关系。伯格里奧和天主教會一直反對同性婚姻，且期盼马克里会上诉。伯格里奧宣称基层法院无法判决法律是否违宪，马克里应该上诉到上级法院。伯格里奧也抱怨同马克里缺少沟通。

## 總統选举

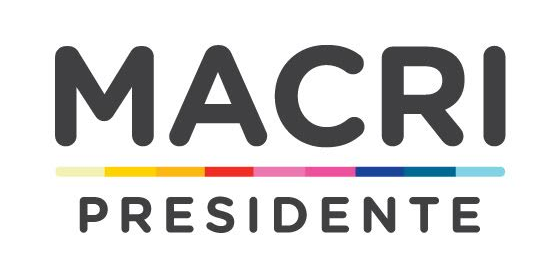
马克里2015年总统竞选标志

马克里在2015年参选阿根廷总统。由于时任总统克里斯蒂娜·基什内尔不能再次参选，早期民调显示总统选举的竞争将会在马克里，基什内尔派系支持的参选人丹尼尔·肖利，和 Tigre 市市长 Sergio Massa 之间展开 。由于不能获得足够支持，另一个政治联盟广泛联合阵线（Broad Front UNEN）解散。激进公民联盟，Elisa Carrio 和共和国方案共同创立了一个新的中間偏右跨黨派政治联盟，即变革承诺。马克里在布宜诺斯艾利斯市长的共和国方案党内初选中支持 Horacio Rodríguez Larreta，后者战胜其党内竞争对手 Gabriela Michetti 并赢得市长选举。Michetti 则成为副总统候选人。马克里拒绝同 Massa 组成同盟，而是选择让 María Eugenia Vidal 参选布宜诺斯艾利斯省省长。
马克里，Carrió 和 Ernesto Sanz 都参与了第一轮总统选举，马克里胜出。总统选举选前民调显示肖利会大幅度领先，第二轮总统选举则可能不会举行。选举结果是肖利以37.08%的选票小幅领先于马克里，后者则取得34.15%的选票。总统选举进入第二轮。
馬薩在第一轮总统选举中获得21%的选票，排名第三。马克里和肖利开始大力争取支持馬薩的选民。马克里和肖利对于克里斯蒂娜·基什内尔政府的看法截然不同。肖利称若当选将保留大部分基什内尔政府制定的政策，马克里则希望能改变这些政策。在立法机构选举中，执政党胜利阵线在众议院失去多数，但在参议院保留了多数，繼續控制參議院，马克里即使勝選，其政黨聯盟在國會只是少數。

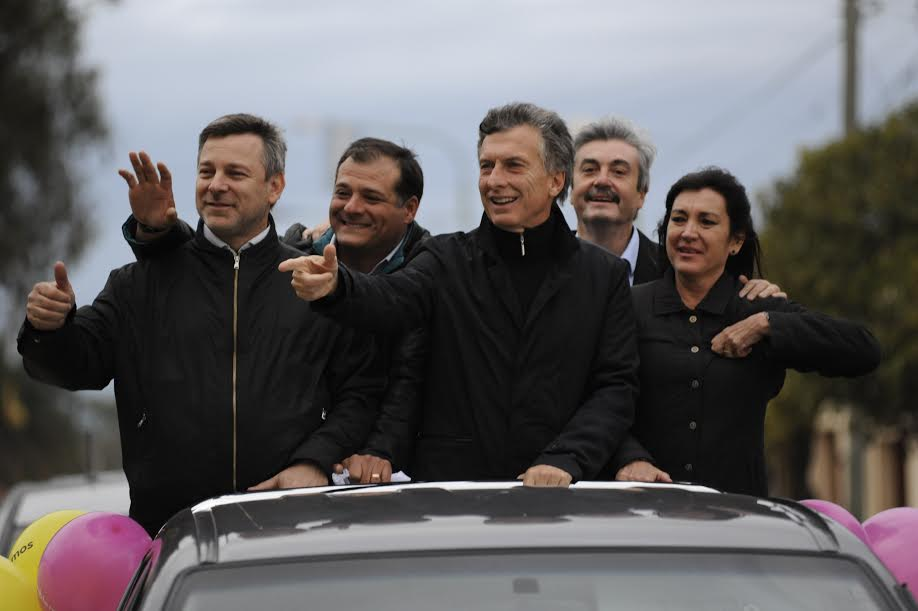
2015年8月，马克里在科尔多瓦参加竞选活动

肖利在第一轮选举之前，没有参加总统候选人的电视辩论会。其余5名参选人参加了此次辩论。在确定第二轮总统选举将会举行之后，马克里同意与肖利举行电视辩论 。非政府组织阿根廷辩论（Argentina Debate）和电视台 Todo Noticias 各提议组织一张辩论会，但马克里希望只参加一场辩论会。马克里最终决定参加由非政府组织阿根廷辩论组织的辩论会。
马克里批评执政党胜利阵线在竞选活动中采用负面攻击的策略。一些隶属于胜利阵线的政客和组织宣称马克里当选总统会引发负面后果。肖利则称，这些竞选活动是为了提高公众对于这些问题的认识。有流言称肖利的这些竞选活动是由巴西的政治活动家 João Santana 建议的。Santana曾经在巴西总统迪爾瑪·羅塞夫和阿埃西奧·內維斯的第二轮选举期间部署过类似的竞选活动。
2015年11月22日，马克里在第二輪總統選舉中擊敗执政党胜利阵线候选人丹尼尔·肖利，后者在70%选票计票完成时承认竞选失败，此时马克里对肖利的计票结果是53%：47%。在此后的几小时内，支持肖利的选票增加，马克里最终获胜的幅度比大多数投票站出口民意调查的结果小。马克里的胜利使其成為阿根廷自1916年以來首位民選的中間偏右、非來自中間派、中間偏左及庇隆主義政党的總統，並在12月10日就任他亦是1983年阿根廷恢復民主政治後，第三位非庇隆主義政党的民選總統。他的当选也标志着统治阿根廷12年的基什内尔主义的终结。选举过去几天后，美国总统贝拉克·奥巴马致电马克里以祝贺其当选。白宫新闻稿称奥巴马“强调了美国与阿根廷之间存在已久的伙伴关系，并传达了他加深两国在多边问题上的合作，增进经贸往来，和拓展能源领域的机遇的承诺”。

## 总统

### 就任总统

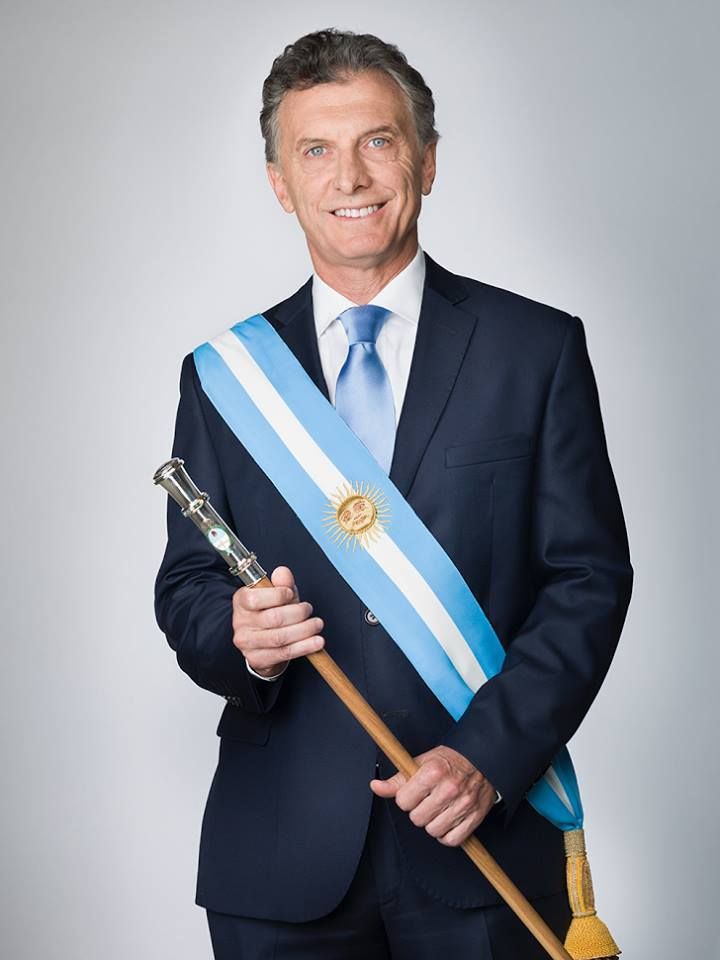
阿根廷總統府官方肖像。

在正式就职约两周前，马克里于2015年11月25日公布了他的内阁成员名单。政权交接的过程一波三折。马克里同克里斯蒂娜·基什內爾短暂会面，后者没有给新政府提供任何帮助，只谈论了就职典礼的问题。两人就就职典礼的地点发生分歧：克里斯蒂娜·基什內爾提出就职典礼应该在国会宫举行，但马克里则希望在总统府的白厅举行。有传言称，就职典礼当天在总统府广场有针对马克里的暴力行动，而且就职典礼的治安究竟由谁负责还未有定论。法官 Maria Servini de Cubría裁定克里斯蒂娜·基什內爾的任期于2015年12月10日午夜结束，临时参议院院长 Federico Pinedo 会在基什內爾任期结束和马克里任期开始之间的12小时代行总统职务。就职典礼当天，基什內爾离开布宜诺斯艾利斯市，前往圣克鲁斯省参加其丈夫的姐姐Alicia Kirchner就任该省省长的典礼。
马克里于12月10日就任总统。他在上午11点离开位于雷科莱塔区的公寓（del Libertador大道和Cavia街的交叉口），同妻子胡莉安娜·阿瓦達和四岁的女儿经总统府和五月广场步行前往阿根廷国会。11時41分，他进入议院，在副总统 Gabriela Michetti 之后宣誓就职。马克里发表了27分钟的演讲，承诺会“支持独立的司法系统以打击腐败和贩毒，支持阿根廷国内团结，全民社会保障，21世纪的教育，并让每个人都有屋顶，自来水和下水道系统”。他也向他的竞选对手致意。
之后，他前往总统府，从参议院院长Federico Pinedo手中接过总统饰带。副总统Gabriela Michetti，众议院议长Emilio Monzó和最高法院院长Ricardo Lorenzetti同时在场。数分钟后，马克里出现在总统府阳台，向在五月广场上的支持者致意。马克里发表演说：“阿根廷人应该过上更好的生活。我们即将开启我们国家一段了不起的历史时期。我保证永远说真话，指出我们的问题在哪里”。他呼吁“全体阿根廷人支持他的政府，并在政府犯错时告诉他们”。宣誓就职完毕后，马克里在外交部圣马丁宫举行招待会。出席招待会的国家元首有智利总统蜜雪兒·巴舍萊，巴拉圭总统奥拉西奥·卡特斯，哥伦比亚总统胡安·曼努埃尔·桑托斯，厄瓜多尔总统拉斐尔·科雷亚，玻利维亚总统埃沃·莫拉莱斯，巴西总统迪爾瑪·羅塞夫，和西班牙国王胡安·卡洛斯一世。参加就职典礼的其他国家的外交代表也出席了招待会。

### 经济政策
马克里上任时继承了前几届正義黨勝利陣線政府遗留下来的经济问题。阿根廷中央银行的存款准备金不足，通货膨胀高达30%，但官方的阿根廷国家统计与人口普查研究所仍然称通货膨胀率低。国家的财政压力处于有史以来最高的阶段，但政府预算仍然有8%的赤字。阿根廷主权违约长达8年，且与一些对冲基金存在矛盾。上任後，馬克里總統改變前政府的強硬外交政策，加強與西方國家發展多邊關係，包括與美國改善外交關係。2011年起，阿根廷实行严格的外汇管制。因为阿根廷还是发展中国家，全球商品价格的降低也减少了外贸收入。
马克里的一项重要经济政策是取消外汇管制，允许阿根廷人自由买卖外汇。从此阿根廷实行有中央银行参与的浮动汇率制，阿根廷比索贬值30%。经济学家对该政策的执行给予高度评价。另一项早期政策是取消玉米和小麦的出口限额和关税。阿根廷获利最多的出口商品——大豆的关税从35%被调降到30%。
马克里想通过同债权人谈判以结束国家的违约状态，重回国际资本市场，并强化国家经济。阿根廷提出在2016年2月5日付款65亿美元以同债权人达成和解，但要求撤销之前要求阿根廷付款的裁决。该交易仍然需要通过阿根廷国会的批准。尽管共和国方案党在参众两院都没有多数席次，该法案在3月获得通过。阿根廷在4月13日于纽约出席法庭听证会。法庭维持法官 Thomas P. Griesa 的判决，允许阿根廷在仍然违约的状态下付款给2005和2010期国债持有人。据报道，该笔款项（通过出售债券完成）将结束阿根廷自2001年以来债务违约的状态。
2016年1月19日，马克里与反对党政客 Massa 以及部分内阁成员共同出席瑞士达沃斯世界经济论坛，以招揽投资者。马克里是论坛上最引人关注的人物之一。一同出席论坛的的还有加拿大总理賈斯汀·杜魯多和美国副总统乔·拜登。这是阿根廷自2003年以来首次参加世界经济论坛，上一位代表阿根廷出席的总统是爱德华多·杜阿尔德。
马克里任期第一年，经济恢复的速度总体不如预期。失业率和通货膨胀居高不下，但经济增长并未如期到来。马克里政府保留了克里斯蒂娜·基什內爾在任期内推广的物价控制机制“谨慎物价”（西语：Precios cuidados），这项机制使中小型企业受益，但马克里政府修改了受物价控制的商品清单。马克里政府开始了数个公共建设项目以提振经济并帮助建造业。政府不再给统计局施加政治压力。2016年11月，國際貨幣基金組織宣布阿根廷的经济数据重新符合国际标准。经济合作与发展组织估计阿根廷会在2017或2018年走出衰退，并将阿根廷的国家风险等级从7调降到6。
马克里想要提高同美国，欧洲和东亚国家的贸易以提振经济，并发展阿根廷的数字经济。他计划于2017年4月消灭针对进口桌上电脑、笔记本和平板电脑35%的关税。这项关税使得这些产品在阿根廷的售价比美国高3倍，比毗邻的智利高2倍。

### 能源政策
在1998-2002阿根廷经济危机期间，爱德华多·杜阿尔德总统冻结了公用事业费（自来水，电力，煤气等）的定价。两位基什內爾总统延续了这一政策，通过国家补贴公用事业费以减弱通货膨胀带来的影响。这导致针对公用事业的投资降低，公用事业网络年久失修，阿根廷无法在能源领域自给自足，必须从国外进口能源。能源进口的费用增加了贸易逆差和通货膨胀。停电事故多发。基什內爾政府对于电网的危机不管不顾。
马克里政府能源部长 Juan José Aranguren 撤销了国家对于自来水、电力和煤气的补贴，导致公共事业费大幅增长，引发部分城市民众组织抗议活动。数个法庭判决公共事业费涨价无效，因为涨价并未依法进行听证。2016年9月，最高法院维持了一项针对居民用户暂停涨价的政策，一定程度上减低了民众压力。

### 社会问题
马克里作為保守派，雖然支持同性婚姻，但反对堕胎。在2014年《民族报》的专访中，马克里说：“我尊重生命，我不认为我们需要展开这项讨论。”但他也表示，不管个人信仰，他会遵守任何由国会批准的法律。阿根廷國會亦在2018年嘗試推動墮胎合法後，但最終在參議院被否決。
12月16日，马克里同包括Qom族在内的30多个原住民社群成员见面。会面在总统府建国二百周年纪念博物馆举行。原住民社群代表是 Qom 族领袖 Félix Díaz。马克里说承认和支持原住民社区是其政府的政策。

### 外交关系
马克里任内，阿根廷外交关系经历重大改变。

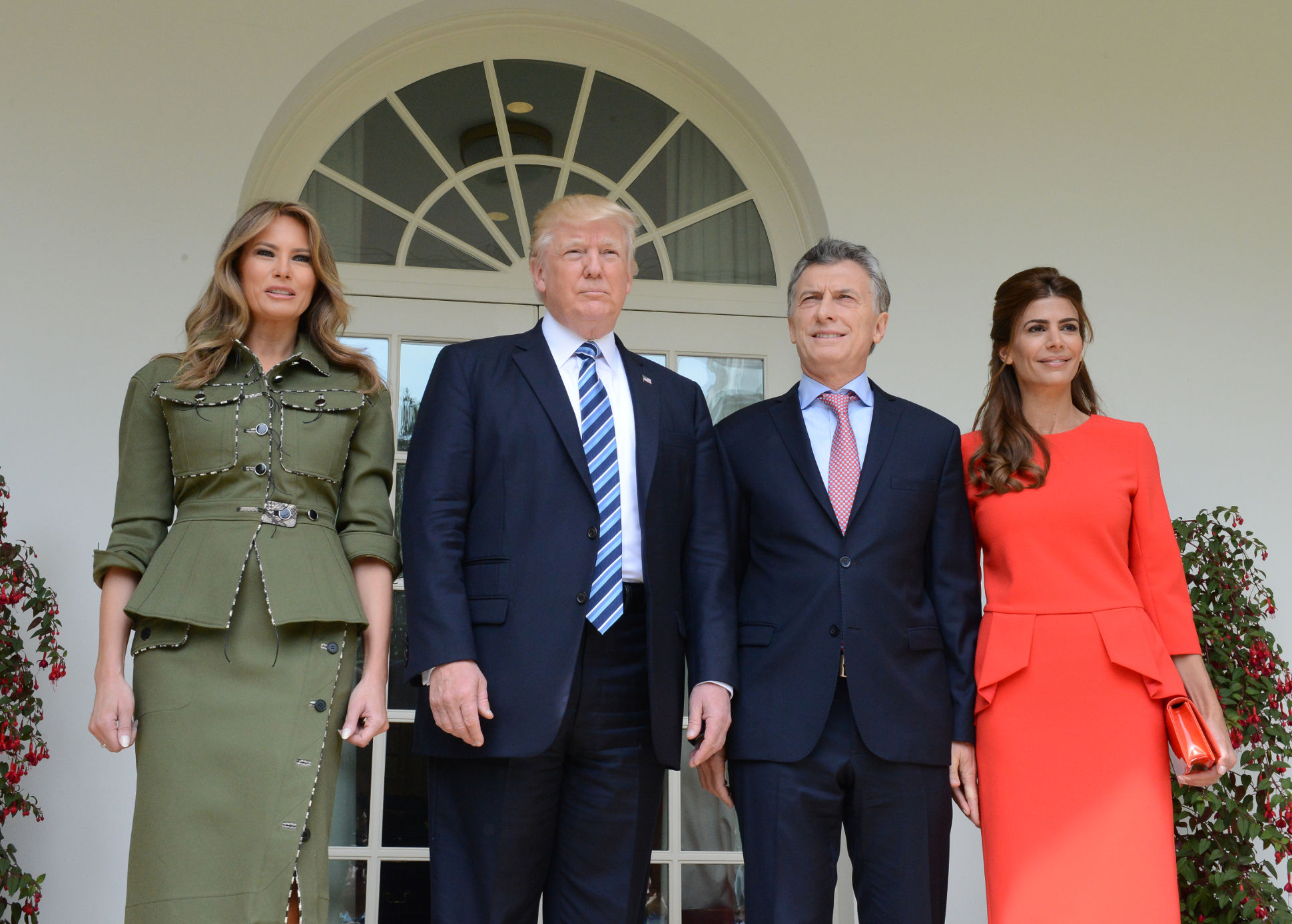
马克里夫妇与美国总统唐纳德·特朗普夫妇在白宫（2017年4月27日）

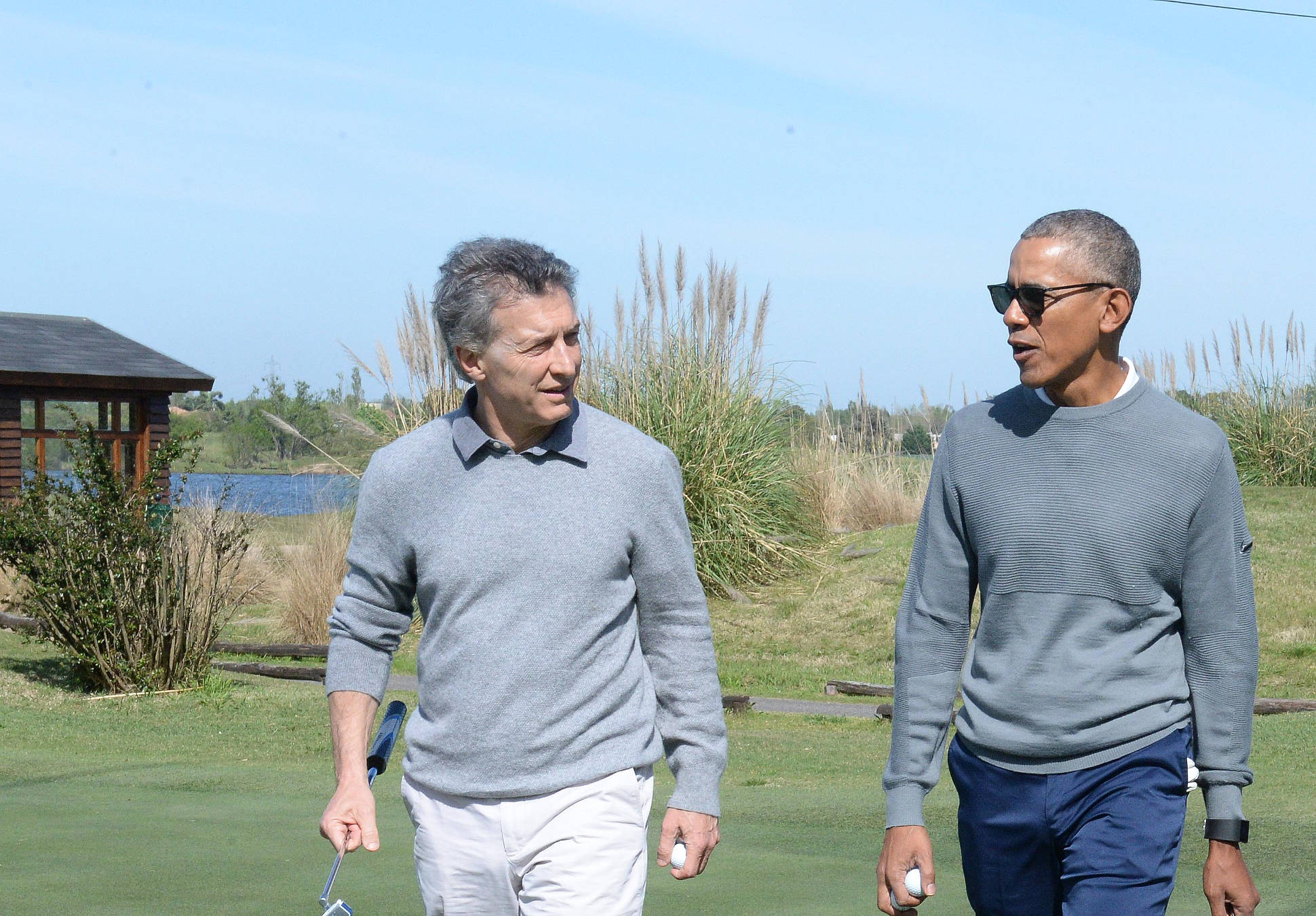
马克里与美国前总统贝拉克·奥巴马一同打高尔夫球（2017年10月7日）

马克里上任之初，马上提议对委内瑞拉總統尼古拉斯·马杜罗侵犯人权的行为采取行动，并要求将委内瑞拉踢出南方共同市場。阿根廷外交政策向右傾，是拉丁美洲“粉红潮”退潮的一部分。南共市其他国家也反对马杜罗奉行查韦斯主义的政府，并阻止了委内瑞拉成为南方共同市場轮值主席国。南方共同市場寻求与欧盟签订贸易合作协议，并同太平洋联盟加强关系。马克里与巴西总统米歇爾·特梅爾同意在两国之间保障自由贸易。马克里和特梅爾也有意增进两国同墨西哥的商贸关系，鉴于美国-墨西哥关系由于唐納德·特朗普的言行而恶化。
马克里也加强了阿根廷与美国的外交关系，一改前政府反美的態度。贝拉克·奥巴马在2016年访问阿根廷时称赞马克里：“马克里给我留下深刻印象，因为他在那么短的时间内落实那么多项他承诺的改革措施，以创造更可持续的、覆盖更广的经济增长，使阿根廷重新与世界经济和国际社会接轨。”奥巴马宣布美国会解密有关阿根廷1970年代国家整顿进程的军事和情报记录。阿根廷外交部长Susana Malcorra在2016年美国总统选举中支持民主党候选人希拉里·克林顿，但唐納德·特朗普最终赢得选举。马克里与特朗普加强了两国外交关系，兩人立場及背景相似（皆作為商人），同意收紧移民控制，限制已定罪罪犯的入境，并加快犯罪外国人的遣返进程。舆论将这些政策同特朗普的编辑政策做类比。
马克里改变了阿根廷在中东问题上的立场。上任第一周，马克里废除了《阿根廷与伊朗谅解备忘录》。该《备忘录》原本意在成立一个两国联合调查组，共同调查1994年阿根廷-以色列相互协会爆炸案。该案是一场针对阿根廷一犹太组织的恐怖袭击，阿根廷政府认为伊朗和真主党应该为袭击负责。此前该《备忘录》曾被法院判决无效，但基什內爾政府不服，选择上诉。马克里撤销上诉，服从原判。马克里同伊朗保持距离，并鼓励针对犹太人文化中心爆炸事件案和 Alberto Nisman 遇害案（曾负责1994年犹太人文化中心爆炸事件案的检察官）的继续调查。这些案件和 Nisman 对于基什內爾的调查对阿根廷-以色列关系有重要影响。阿根廷驻以色列大使 Carlos Faustino García 和以色列外交官 Modi Efraim 都称赞了马克里鼓励继续调查的决定。2016年7月，阿根廷宣布接收3000名叙利亚内战难民。

## 卸任後
马克里卸任總統後成为阿根廷反对派主要代表人物。2021年9月中旬，阿根廷执政党联盟在国会中期选举初选中败给马克里为首的反对党联盟。9月下旬，曾在马克里政府任職的政府官員遭到指控。阿根廷执政党国会议员还要求司法机构对马克里及其家属涉嫌洗钱和逃税等罪行展开调查。10月1日，阿根廷法官以涉嫌马克里参与间谍活动为名禁止其离境。

## 外部連結
- 官方網站 （页面存档备份，存于）（西班牙文）
- CityMayors profile （页面存档备份，存于）（英文）
- Biography by CIDOB （页面存档备份，存于）（西班牙文）

| 官衔                                      | 官衔                              | 官衔                                |
| ----------------------------------------- | --------------------------------- | ----------------------------------- |
| 前任者： 豪爾赫·泰勒曼                    | 布宜諾斯艾利斯市長 2007年－2015年 | 繼任者： 奧拉西奧·羅德里格斯·拉雷塔 |
| 前任者： 克里斯蒂娜·费尔南德斯·德基什内尔 | 阿根廷总统 2015年－               | 現任                                |